# Stephen Jones (Rugbyspieler)
Stephen Michael Jones MBE (* 8. Dezember 1977 in Aberystwyth) ist ein ehemaliger walisischer Rugby-Union-Spieler. Er spielte auf der Position des Verbindungshalbs, wurde aber in einigen Partien auch als Innendreiviertel eingesetzt. Die längste Zeit seiner Karriere kam er für die Scarlets und die walisische Nationalmannschaft zum Einsatz. Gegenwärtig ist er als Trainer tätig.

## Karriere
Jones begann seine Karriere 1996 beim Llanelli RFC und blieb dort bis zum Ende der Saison 2003/04. In seiner letzten Spielzeit schloss sich sein damaliger Verein mit anderen aus der Stadt Llanelli zu den Scarlets zusammen. Nach acht Profijahren in seiner walisischen Heimat wechselte er nach Frankreich, zum ASM Clermont Auvergne. In seiner zweiten Saison in der Top 14 wurde er von französischen Journalisten zum Verbinder der Saison gewählt.
Nach zwei Jahren zog es Jones wieder zurück nach Llanelli, wo er seitdem wieder für die Scarlets aktiv ist. 2007 erreichte er mit seiner Mannschaft das Halbfinale des Heineken Cup, musste sich dort aber den Leicester Tigers aus England geschlagen geben. Aufgrund einiger Abgänge zum Ende der Saison 2007/08 war auch ein Wechsel von Jones in Frage gekommen. Er führte mit verschiedenen Vereinen Gespräche, hat aber in der Zwischenzeit einen neuen Dreijahresvertrag bei den Scarlets unterschrieben und wird damit voraussichtlich seine Karriere in Llanelli beenden.
Sein erstes Länderspiel bestritt Jones 1998 gegen Südafrika. 2005 war er einer der ausschlaggebenden Spieler beim Gewinn des Grand Slam der Waliser bei den Six Nations. Nach dem Sieg im abschließenden Spiel gegen Irland, bei dem er 19 Punkte erzielte, wurde er zum Verbinder des gesamten Turniers gewählt. Im Oktober 2006 ernannte der damalige Nationaltrainer Gareth Jenkins Jones zum Kapitän; er sollte das Team zu einer erfolgreichen Weltmeisterschaft im darauf folgenden Jahr führen. Die Waliser schieden jedoch bei diesem Turnier bereits in der Vorrunde durch Niederlagen gegen Australien und Fidschi aus.
2005 war Jones Teil der Neuseeland-Tour der British and Irish Lions. Auf seiner Position wurde ihm jedoch Jonny Wilkinson vorgezogen, er kam trotzdem auf drei Spiele und erzielte dabei 14 Punkte. 2008 konnte Jones mit Wales erneut den Grand Slam bei den Six Nations erringen. Im Jahr 2009 wurde er für die Südafrika-Tour der British and Irish Lions nominiert. Er kam in allen drei Spielen der Serie zum Einsatz.